# Katastrofa lotnicza w Barcelos
Katastrofa lotnicza w Barcelos – wypadek lotniczy samolotu Embraer EMB 110 Bandeirante, należącego do Manaus Aerotáxi, do którego doszło 16 września 2023 w Barcelos w Brazylii. W wyniku wypadku śmierć poniosło 14 osób (12 pasażerów i 2 członków załogi) – wszystkie osoby, które znajdowały się na pokładzie.

## Wypadek
Do wypadku doszło podczas pory deszczowej. Samolot podczas lądowania nie mógł się zatrzymać, wypadł z pasa startowego, zderzył się z płotem ochronnym lotniska, a następnie rozbił się o nasyp, podczas ulewnego deszczu i złych warunków pogodowych. Wszyscy pasażerowie na pokładzie samolotu wraz z załogą zginęli.
Z wczesnych informacji wynikało, że wśród ofiar byli obywatele amerykańscy. Późniejsze relacje stwierdziły, że wszyscy pasażerowie byli Brazylijczykami. 
Z powodu złej pogody inne samoloty, które zbliżały się do lotniska, wróciły do Manaus.

## Dochodzenie
Wszczęto dochodzenie w sprawie przyczyn wypadku. Ciała ofiar przewieziono do Manaus w celu identyfikacji. Dochodzenie może trwać około 3 miesiące